# 部分多様体
部分多様体（英: submanifold）とは多様体 M の部分集合 S であって、それ自体も多様体構造を持つものを指す。このとき、包含写像 i: S  → M の性質によって、部分多様体はいくつかの種類に分けられる。

## 定義
以下では多様体といえば Cr 級可微分多様体 (r ≥ 1) のことであると仮定する。

### 正則でない部分多様体
広義の正則でない部分多様体は、はめ込み f: N  → M による像 S のことを指す。ただし、この S は一般には部分多様体ではなく、はめ込み f は単射ではない（単射なはめ込みのことを（正則でない）埋め込みという）から S は自己交差を持つことを許容する。
より狭義には包含写像 i: N  → M が単射なはめ込みであるときに、多様体 N を M の正則でない部分多様体と呼ぶ。このとき、包含写像 i が可微分同相であることを仮定するが、この際、N の i による像 S に入っている位相が M からの相対位相であるとは限らない。この意味で、N が M の部分多様体でないとする流儀もある。
もし単射なはめ込み f: N  → M が与えられれば、N の f による像 f(N) は一意に決まる。このとき f は可微分同相であるように取る。このことから正則でない部分多様体は単射なはめ込みの作る像そのものであるという見方もできる。
前述の通り、この場合の部分多様体に入る位相は M からの相対位相でなくてもよい。この意味で位相空間の部分空間の定義よりも緩やかな定義であると見ることもできる。
この正則でない部分多様体はリー群の理論の中に登場するもので、部分リー群は自然な正則でない部分多様体である。

### 正則な部分多様体
正則な部分多様体、あるいは単に部分多様体というときには、（正則な）埋め込みにより定義された部分多様体を指すのが一般的である。具体的には多様体 M と N ⊂ M について、包含写像 i: N → M が埋め込みであるときに N を M の正則な部分多様体という。このとき、N に入っている位相は M からの相対位相となる。
もし埋め込み f: N  → M が与えられれば、多様体 N  ⊂ M は自然に M の部分多様体となる。この意味で、正則な部分多様体とは埋め込みによる像であると見ることができる。
これとは別に座標近傍を用いた部分多様体の定義もある。M を n 次元多様体とし、0 ≤ k ≤ n は整数とする。このとき、多様体 M の k 次元部分多様体とは S ⊂ M で、任意の p ∈ S について以下の性質が満たされることをいう。
1. p まわりの M の座標近傍 U ⊂ M, φ: U → Rn で有って、像 φ(S  ∩ U)が  Rn の k 次元平面 と φ(U) との交わりとなるものが取れる。
2. 更に、上の S ∩ U, φ|S ∩ U 達が S の座標近傍系をなす。